# Rivecourt
Rivecourt település Franciaországban, Oise megyében. Lakosainak száma 627 fő (2022. január 1.). Rivecourt Le Meux, Lacroix-Saint-Ouen, Longueil-Sainte-Marie és Verberie községekkel határos.

## Népesség
A település népessége az elmúlt években az alábbi módon változott:
| Lakosok száma | 568  | 582  | 595  | 595  | 610  | 625  | 627  | 625  | 627  |
|               | 2013 | 2015 | 2016 | 2017 | 2018 | 2019 | 2020 | 2021 | 2022 |